# オーストリアの企業一覧
オーストリアの企業一覧（オーストリアのきぎょういちらん）は、オーストリアに本拠を持つ企業を50音順に配列したものである。

## オーストリアの企業一覧

### ア行
- 磁器工房アウガルテン
- AKG
- イムコ
- ウィーン工房
- ウェンドルアンドラング
- ウニヴェルザール出版社
- ams AG
- Emsisoft
- エルステ・グループ
- OMV
- オーストリア航空
- オーストリア連邦鉄道

### カ行
- クセニッツ
- クナイスル
- クラインバーン
- グロック
- KTM

### サ行
- ジェネリック
- シュタイヤー・マンリヒャー
- シュタットバーン
- スキーデータ
- スワロフスキー
- ゼメリング鉄道

### タ行
- ダイヤモンド・エアクラフト・インダストリーズ
- WPサスペンション
- チロリアン航空
- T-モバイル
- デメル
- ドッペルマイヤー・ケーブル・カー
- トロテック

### ナ行
- ニキ航空

### ハ行
- BHM Tech
- フィッシャー
- フェアブント
- フォクトレンダー
- プラッサー&トイラー
- プランゼージャパン
- ブルム
- ベーゼンドルファー

### マ行
- マグナ・シュタイア
- ムービーカム
- Mobilkom Austria

### ユ行
- Usersnap

### ラ行
- ラーバーバーン
- ラウダ航空
- リーデル
- リュルツァー
- レッドブル
- ロコ
- ロータックス
- ロベ
- ロモグラフィー